# La gata (telenovela de 1968)
La Gata es una telenovela venezolana producida por Cadena Venezolana de Televisión en 1968. Es original de la escritora cubana Inés Rodena, basada en su radionovela del mismo nombre, y adaptada por escritor español Manuel G. Piñera. Fue protagonizada por Peggy Walker y Manolo Coego con las participaciones antagónicas de Belén Díaz, Alberto Álvarez, Rosario Prieto y la primera actriz Reneé de Pallás. En las últimas etapas de telenovela El derecho de nacer de RCTV, "La Gata" fue su competencia directa, y hasta en algún período superaba en sintonía.

## Elenco
- Peggy Walker - Renata Cruz, la Gata
- Manolo Coego - Pablo Martínez Negrete
- Belén Díaz - Mónica
- Olga Castillo - Leticia "la Rusa"
- Reneé de Pallás - Lorenza Martínez Negrete
- Francisco Ferrari
- Fernando Flores
- Alberto Álvarez
- Juan Iturbide
- Rosario Prieto - La Jarocha